# Флоран Малуда
Флоран Малуда (фр. Florent Malouda, Кајена, 13. јун 1980) бивши је француски фудбалер.

## Каријера
Фудбал је почео да тренира са десет година. Веома брзо је запао за око скаутима Шатору, па се преселио у Париз како би се прикључио тој екипи. За први тим је дебитовао када му је било свега 16 година у Другој лиги. Шансу да заигра у Првој лиги је добио у дресу Генган у којем је играо заједно са Дидије Дрогбом.
Добре партијама се препоручио екипи Олимпик Лиона у коју је прешао 2003. Док је наступао о овом тиму по први пут је добио позив да наступи у дресу репрезентације Француске. Са Олимпиком из Лиона је освоји четири узастопне титуле првака Француске. У својој последњој сезони у клубу, проглашен је најбољим играчем лиге за ту сезону. Малуда је тада јавно изразио жељу да промени клуб. Поред Челсија у који је прешао за њега су тада били заинтересовани и Ливерпул и Реал Мадрид.а 
У Челси је прешао уз обештећење од 20 милион евра. На првој утакмици у дресу новог клуба, одиграној против мексичког Клуба Америка, био је стрелац изједначујућег гола и асистент код другог, победоносног гола Џона Терија. Прву такмичарску утакмицу за Челси је одиграо 5. августа 2007. у Комјунити шилду против Манчестер јунајтеда. Меч је завршен резултатом 1-1, а Челси је поражен након извођења једанастераца. Први гол је постигао већ 12. августа против Бирмингем ситија. Челси је славио са 3-2, а Малуда је био стрелац другог гола.
17. јула 2013. најављено је да Малуда потписао уговор на две године са Турским суперлигашем Трабзонспором. Договор је да Малуда вреди око 2,5 милиона € по сезони.
Након што је завршио са Трабзонспором, Малудин агент је покушао да преговара са Бирмингемом без његовог знања, али није дошло до договора. Дана 12. септембра 2014. године, вратио се у Лиги 1 после 7 година, где је потписао за Мец.

## Репрезентација
За репрезентацију Француске је дебитовао 17. новембра 2004. против Пољске. Одмах након те утакмице се и усталио у репрезентацији. Први гол за репрезентацију је постигао 31. маја 2005. против Мађарске. Након играња на већини утакмица у квалификацијама, нашао се и на списку учесника Светског првенства 2006. Био је стандардан и током овог првенства на којем је Француска стигла до финала у којем је поражена од Италије након извођења једанаестераца.
На Светском првенству 2010. Малуда је био стрелац гола против Јужне Африке (1-2). То је био једини гол који је репрезентација Француске и постигла на овом првенству. У првој утакмици квалификација за Европско првенство 2012. против Белорусије (0-1), 3. септембра 2010. понео је капитенску траку уместо суспендованог Патриса Евре.

## Трофеји

### Олимпик Лион
- Прва лига Француске (4): 2003–04, 2004–05, 2005–06, 2006–07.
- Суперкуп (3): 2003, 2004 и 2005.

### Челси
- УЕФА Лига шампиона: 2011/12.
- Премијер лига (1): 2009/10.
- ФА куп (3): 2008–09, 2009–10, 2011–12.
- ФА Комјунити шилд (1): 2009.

### Француска
- Светско првенство (друго место): 2006.